# Клеман, Феликс (музыковед)
Феликс Клеман (фр. Félix Clément; 13 января 1822, Париж, — 23 января 1885, там же) — французский органист, музыковед и литературовед.

## Биография
Руководил хоровой капеллой в различных парижских храмах и наконец в Сорбонне.
Его важнейшие сочинения — «Всеобщая история церковной музыки» (фр. «L’histoire générale de la musique religieuse»; Париж, 1861) и составленный совместно с энциклопедистом Пьером Ларуссом фундаментальный справочник по истории оперы (фр. «Dictionnaire lyrique, ou Histoire des opéras: contenant l'analyse et la nomenclature de tous les opéras et opéras-comiques représentés en France»; Париж, 1869), включающий сведения обо всех операх, когда-либо ставившихся во Франции, в том числе краткое изложение сюжета и информацию об основных участниках постановки.
Клеману принадлежат также «Руководство по игре на органе, гармонии и аккомпанементу» (фр. «Méthode d’orgue, d’harmonie et d’accompagnement») и многократно переиздававшийся справочник «Знаменитые музыканты c XVI века до наших дней» (фр. «Les musiciens célèbres depuis le seizième siècle jusqu'à nos jours»; Париж, 1868). Для книжной серии «Школьно-семейная библиотека» Клеман написал несколько раз переизданный сборник биографий «Великие музыканты» (фр. Les grands musiciens) в составе: Палестрина, Люлли, Рамо, Гендель, Бах, Глюк, Пиччини, Гайдн, Гретри, Моцарт, Бетховен, Буальдьё, Обер, Герольд, Россини, Мейербер.
Наряду с музыкой Клеман занимался и историей литературы, опубликовав обзор «Христианские поэты с IV по XVI вв.» (фр. Les poëtes chrétiens depuis le IVe siècle jusqu'au XVe; 1857).